# Roman réfugié
Le roman réfugié (en russe : Беженский роман) est une formule utilisée lors de la première vague de l'émigration russe, parfois en guise de sous-titre, pour qualifier des œuvres d'écrivains ayant quitté la Russie après la révolution de 1917.

## Historique
Les romans réfugiés, qui ont un caractère autobiographique, décrivent souvent le « chemin de tourments », selon le titre de la trilogie éponyme d'Alexis Nikolaïevitch Tolstoï, que sont le pays étranger et la vie quotidienne et morale qu'y subissent les émigrés. Selon Gueorgui Adamovitch, « être émigré et réfugié sont des choses différentes. Pour les Russes à l'étranger, ces deux concepts distincts se sont fondus ... ».
Les premiers romans se rattachant à ce genre traitent du « destin de la Russie » et de sa relation au bolchevisme (Le Dôme de Saint-Isaac de Dalmatie d'Alexandre Kouprine («Купол св. Исаакия Далматского», 1928), Le Soleil des morts d'Ivan Chmeliov («Солнце мертвых» 1923) ... ). Des critiques soulignent que, dans ces premières années de la littérature russe de la diaspora, prédomine un « culte du bouleau russe » («культ русской берёзки»), exprimant la volonté de revenir aux origines de la culture populaire russe.
Désireux de retourner dans leur patrie et de se venger, comme dans les Âmes vivantes d'Andreï Rennikov (ru) («Души живые», 1925), les écrivains émigrés perdent en même temps l'espoir d'un salut de la part de l'Occident (Au milieu de phares éteints : notes d'un réfugié d'Ivan Najivine (ru) («Среди потухших маяков: Из записок беженца», 1922)).
Dans les « romans réfugiés », la « génération passée inaperçue », les « fils d'émigrés » abordent « l'existence sans issue d'émigrés russes déchus, et qui n'ont pas réussi à trouver une place dans la vie après la rupture avec la patrie » (Récit à propos de rien de Georges Annenkov («Повесть о пустяках», 1934), Machenka de Vladimir Nabokov (1926)).
Les écrivains de la première vague de l'émigration continuent, après la Seconde guerre mondiale à écrire dans ce genre.